# Neviđane
Neviđane (olaszul: Neviane) falu Horvátországban Zára megyében. Közigazgatásilag Pašmanhoz tartozik.

## Fekvése
Zárától légvonalban 18 km-re délkeletre, községközpontjától légvonalban 4 km-re, közúton 5 km-re északnyugatra, Pašman szigetének középső részén fekszik. A település régi magja a tengertől mintegy háromszáz méterre van.

## Története
A régészeti leletek tanúsága szerint területe már az ókorban is lakott volt. A Mirište nevű helyen, Neviđanetől 800 méterre, 3,5 méter mélyen római építmények maradványai vannak. Itt egy széles és viszonylag rövid kikötői móló található, mely a part mentén húzódik, 110 m széles és 90 m hosszú, és tört kövekből épült. Az egész területen római kerámiák töredékei szóródtak szét. Az ősi épületek maradványai eredeti helyzetükben maradtak meg a part mentén.
A települést 1067-ben említik először. Nevét akkori Szent Nevianénak szentelt kolostoráról kapta, amely a 17. században a kandiai háború során semmisült meg. A középkorban „Neviane, Neviani, Neviglane” alakban szerepel az írott forrásokban. Egy 1344-es okirat szerint a zárai Szent Krševan bencés kolostor birtoka volt. Területe a sziget többi részével együtt a 15. századtól a Velencei Köztársasághoz tartozott. A 18. század végén Napóleon megszüntette a Velencei Köztársaságot. 1797 és 1805 között Habsburg uralom alá került, majd az egész Dalmáciával együtt a Francia Császárság része lett. 1815-ben a bécsi kongresszus újra Ausztriának adta, amely a Dalmát Királyság részeként Zárából igazgatta 1918-ig. A településnek 1857-ben 265, 1910-ben 469 lakosa volt. Az első világháborút követően előbb a Szerb-Horvát-Szlovén Királyság, majd Jugoszlávia része lett. A falunak 2011-ben 376 lakosa volt, akik hagyományosan mezőgazdasággal, szőlő- és olajbogyó termesztéssel és halászattal, valamint újabban turizmussal foglalkoznak.

## Lakosság
| Lakosság változása | Lakosság változása | Lakosság változása | Lakosság változása | Lakosság változása | Lakosság változása | Lakosság változása | Lakosság változása | Lakosság változása | Lakosság változása | Lakosság változása | Lakosság változása | Lakosság változása | Lakosság változása | Lakosság változása | Lakosság változása |
| ------------------ | ------------------ | ------------------ | ------------------ | ------------------ | ------------------ | ------------------ | ------------------ | ------------------ | ------------------ | ------------------ | ------------------ | ------------------ | ------------------ | ------------------ | ------------------ |
| 1857               | 1869               | 1880               | 1890               | 1900               | 1910               | 1921               | 1931               | 1948               | 1953               | 1961               | 1971               | 1981               | 1991               | 2001               | 2011               |
| 265                | 428                | 323                | 381                | 452                | 469                | 495                | 574                | 663                | 651                | 581                | 646                | 607                | 628                | 397                | 376                |

## Nevezetességei
- Jézus Szentséges Szíve tiszteletére szentelt plébániatemploma 1899-ben épült. Egyhajós épület sekrestyével. Építésének századik évfordulóján alapjaitól megújították. Ekkor szentelték fel új, kőből épített oltárát is, amelyen Jézus szobra látható. Kőből épített harangtornyát 1944-ben a németek felrobbantották. 1946-ban újjáépítették.
- A Gyógyító Boldogasszony tiszteletére szentelt temploma a 17. században épült fogadalomból egy pestisjárványt követően. Felszentelése 1640-ben történt. Két oltára van, a nagyobb oltár márványból, a kisebbik fából készült. Mindkettő Szűz Mária tiszteletére van szentelve. Homlokzata északra néz. Román stílusú harangtornya 1848-ban épült, benne egy harang található. A templom hosszúsága 13 és fél, szélessége 5 és fél méter. A 19. század végéig tető nélkül, romosan állt. 1983-ban megújították és Marijan Oblak érsek szentelte fel újra.
- Mihály arkangyal tiszteletére szentelt templomát 1018-ban kezdték építeni és 1029-ben fejezték be. Építtetői Prestancije zárai püspök és testvére Majo de Columna dalmát prokonzul voltak. Az adományhoz földek, szőlőskertek és olajfaültetvények is tartoztak. Az adományozásról egy 1067-ben kelt okirat szól, amelyben Stjepan zárai püspök megerősíti a templomot előbb említett birtokaiban. A templomot a 15. században bővítették, hosszúsága 13 és fél, szélessége 5 és fél méter. Főhomlokzata dél felé néz. Két oltára van, mindkettő kőből épült. A nagyobbik a falu védőszentje, a másik Szűz Mária és Páduai Szent Antal tiszteletére van szentelve. Harangtornyában két harang található 1692-es és 1705-ös öntési dátummal. A templom oromzatán négyszögletes gótikus dombormű áll a sárkányt legyőző Szent Mihály alakjával.
- Neviđane tengerpartján található a "magazin" malom épülete.[5] Amikor a 19. század elején felépítették ez volt az egyetlen épület a parton, mivel Neviđane falu a tengertől távol alakult ki. Az épületet 1830-ban a zárai Giuseppe Mellisa birtokában találjuk. A malomépület egyemeletes, nyeregtetős épület, mérete 16x7 méter. Kőből építették, és vakolták. A főbejárat a nyugati homlokzaton található, ahol két ajtó, valamint két ablak található. A homlokzat emeleti kő ablakpárkányokkal ellátott négy ablakkal  van tagolva. Az épület földszintjén a 20. század elején egy szövetkezet működött, amely olajmalmot működtetett. Először emberi erővel hajtott kőpréssel, majd lovakkal működtették. Az 1930-as években motorhajtást szereltek fel. Az olajmalom 1991-ig működött.
- A falutól 500 méterre nyugatra a Neviđanéról Dobropoljanára vezető régi út mellett egy a 9. és 11. század között épített kora román stílusú Szent Marina templom romjai találhatók. A templom 5,70-szer 7,50 méteres négyszögletes alaprajzú, belül félköríves apszissal. Ezen a helyen ókori cserépmaradványok is előkerültek, melyek egy itt korábban állt ókori épületre utalnak.
- A falu közelében egy bencés kolostor romjai is találhatók.

## Kultúra
A település hagyományos népszokása évszázadok óta a karácsonyi ének, mely egy fogadalmi ünnepi esemény. A  helyi közösség minden évben a karácsonyi időszakban: karácsony este, szilveszterkor és a három királyok ünnepén egy nagy máglyát gyújt. Ennek során egy csoport férfi hagyományos énekeket énekel, és Isten áldását kéri, ahogy a helyiek mondják: „Békét és minden jót kérnek a világnak.”

## Fordítás
- Ez a szócikk részben vagy egészben  a   Neviđane című horvát Wikipédia-szócikk ezen változatának fordításán alapul.  Az eredeti cikk szerkesztőit annak laptörténete sorolja fel. Ez a jelzés csupán a megfogalmazás eredetét és a szerzői jogokat jelzi, nem szolgál a cikkben szereplő információk forrásmegjelöléseként.